# 中川大祐
中川 大祐（なかがわ だいすけ、1973年10月25日 - 2012年5月30日）は、日本競輪選手会大阪支部に所属していた元競輪選手。日本競輪学校第79期生。実父であり師匠は、競輪学校第14期生の中川茂一。

## 来歴
競輪学校時代の在校競走成績は13位（7勝）。
1997年4月16日、岸和田競輪場でデビューし初勝利を挙げた。S級の在籍経験はない。
2012年5月30日午前10時5分頃、中川が同乗していた乗用車が交通事故を起こした。この時、中川は同月31日開幕の福井競輪場で行われるFII開催へ斡旋を受けており、運転していた競輪学校98期生の競輪選手、助手席に乗車していた競輪選手とともに、北陸自動車道（以下、北陸道）との分岐点である滋賀県米原市三吉の名神高速道路上り線を同場へ向かっていた。中川らを乗せた乗用車が走行車線を走っていたトラックの前方に追い越し車線から入り込んだところ、乗用車の後方がトラックとぶつかり、後部座席に乗っていた中川が頭を強く打ち搬送先の病院で死亡した。高速道路交通警察隊は、乗用車の無理な車線変更が事故を招いたとみて、運転していた競輪選手を自動車運転過失傷害の現行犯で逮捕され、その後容疑を自動車運転過失致死に切り替えた。
なお、トラックの運転手及び、乗用車の助手席に乗っていた競輪選手に怪我はなかった。
38歳没。通算戦績1129戦94勝、優勝6回。